# Aníbal do Rego Duarte
Aníbal do Rego Duarte (22 de Outubro de 1906 — 31 de Dezembro de 1974) foi um sacerdote católico, pároco da freguesia dos Biscoitos, na ilha Terceira, entre 1932 e 1938. Notabilizou-se por fundar a  Sociedade Filarmónica Progresso Biscoitense. Foi posteriormente pároco da freguesia da Relva (o 29º vigário, entre 1949 e 1963), onde é recordado na toponímia de uma das suas ruas e com um busto, da autoria do escultor Raposo de França, erigido em 2004 no Jardim 5 de Agosto daquela localidade. Foi também fundador, em 1950, do Grupo Coral da Paróquia de Nossa Senhora das Neves, na Relva, inicialmente constituído apenas por vozes masculinas.